# Dělostřelecký systém ARTHUR

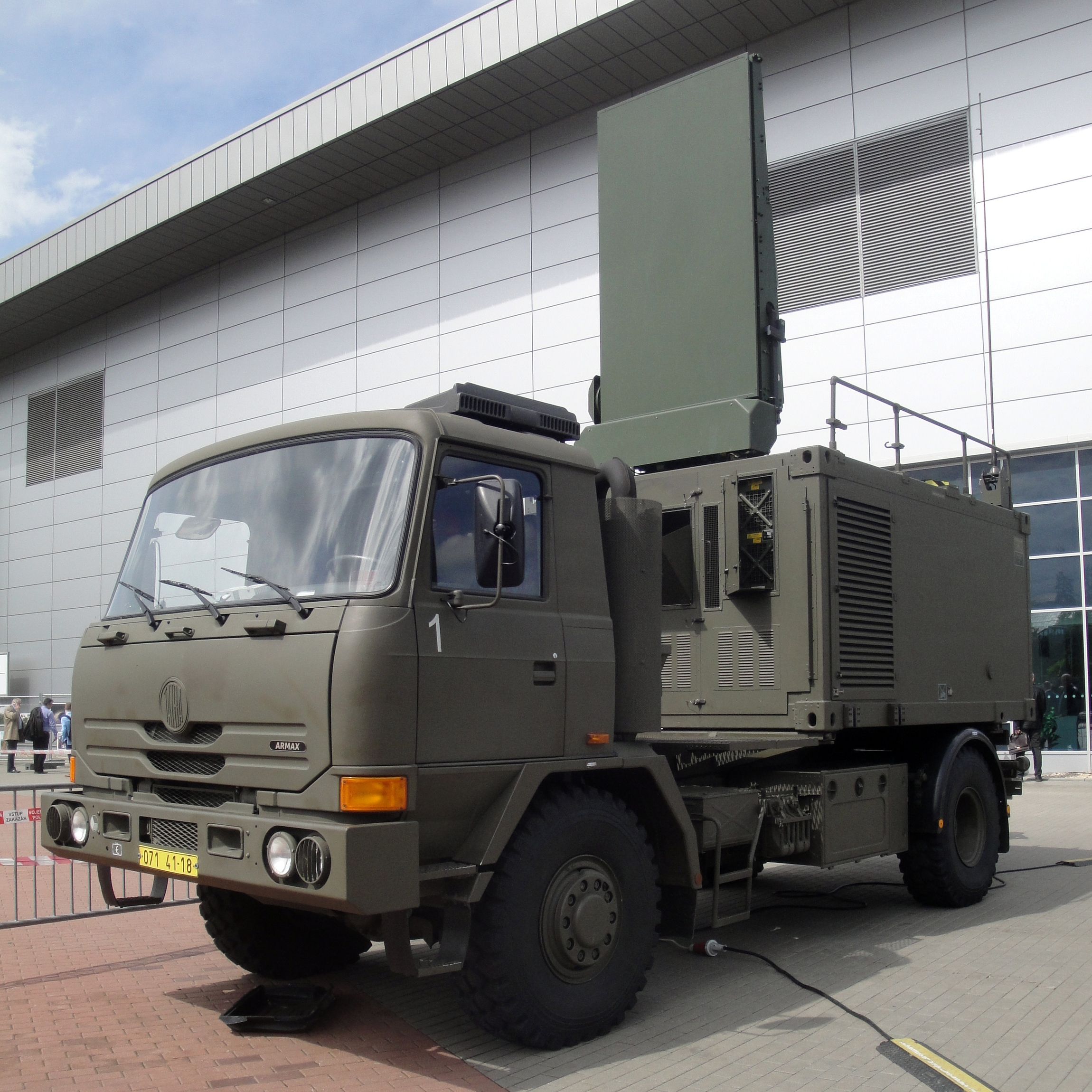
ARTHUR

Dělostřelecký systém ARTHUR (ARTillery HUnting Radar) je mobilní pozemní radiolokační systém vyvinutý švédskou firmou Ericsson v 90. letech 20. století. Jeho nejčastějším nosičem je vozidlo Bv 206. Slouží k vyhledávání letících dělostřeleckých projektilů a po krátkém sledování určí místo výstřelu i dopadu. Jeho pracovní dosah se pohybuje od 2,7 - 40 km. Může zpracovat až 100 cílů za minutu a v režimu vyhledávání sledovat až 8 střel. Radiolokátor ARTHUR je schopen určit postavení zbraní, jež střely vypálily, a účinně na ně navést vlastní palebné prostředky.
Česká armáda uzavřela 22. prosince 2004 smlouvu s firmou Ericsson na dodávku tří souprav radiolokátoru ARTHUR, jedné soupravy výcvikového zařízení a na související logistickou podporu, školení a výcvik. Celková cena dodávky činila 1,5 mld. Kč a byla realizována v letech 2005 – 2007.
Radiolokátory ARTHUR dodané české armádě jsou umístěny na terénních nákladních automobilech Tatra 4x4. Obsluhu tvoří standardně 2 lidé (důstojník taktické situace a operátor), v nutných případech je schopen obsluhu zvládnout i jeden člověk.